# Langendorf, Lüchow-Dannenberg
Langendorf là một đô thị của huyện Lüchow-Dannenberg, bang Niedersachsen, Đức. Đô thị này có diện tích 40,87 km².